# Silvio Negro
Silvio Negro (Chiampo, 15 aprile 1897 – Roma, 3 novembre 1959) è stato un giornalista, saggista e vaticanista italiano.

## Biografia
Laureato in lettere presso l'università di Padova, nel 1926 entrò al Corriere della Sera, dapprima come cronista, poi come vaticanista, ossia commentatore per le questioni religiose e per quelle politiche relative alla Città del Vaticano. Dopo l'8 settembre 1943 si dimise dal Corriere della Sera per non collaborare con la Repubblica sociale.

Dopo la fine della seconda guerra mondiale ritornò al Corriere come capo dell'ufficio romano. Autore di numerose opere, vinse il Premio Bagutta per la saggistica nel 1936.
Nel 1958 venne nominato presidente dell'Ente Ville Venete.
Silvio Negro fu anche importante collezionista di fotografie antiche; curò in vita l'allestimento di numerose mostre fotografiche e di trasmissioni televisive che utilizzavano antiche immagini fotografiche a scopo documentario. L'archivio è conservato dal 2003 nel Museo di Roma a Palazzo Braschi.

## Opere
- Silvio Negro, Campo de' fiori. Roma, 1933
- Silvio Negro, Vaticano minore. Milano: Ulrico Hoepli, 1936 (vincitore del Premio Bagutta)
- Silvio Negro, Benedetto XV della puntualità. Roma, 1936
- Silvio Negro, L'ordinamento della Chiesa cattolica. Milano: Bompiani, 1940
- Silvio Negro, Pio IX in giro per Roma. Roma: La nuova Antologia, 1943
- Silvio Negro e Andrea Lazzarini (a cura di), Uomini e giornali: grandi giornalisti di ieri negli scritti dei giornalisti di oggi. Firenze: A. Salani, 1947
- Silvio Negro, Album romano, prefazione di Urbano Barberini, Roma: G. Casini, 1956

Opere postume
- Silvio Negro, Roma, non basta una vita, con 32 tavole, prefazione di Emilio Cecchi, Vicenza: Neri Pozza, 1962
- Silvio Negro, Seconda Roma: 1850-1870, con settantotto illustrazioni da documenti fotografici dell'epoca, Vicenza: Neri Pozza, 1966
- Silvio Negro, La stella boara. Vicenza: Neri Pozza, 1994